# Astragalus vesiculosus
Astragalus vesiculosus är en ärtväxtart som beskrevs av Dominique Clos. Astragalus vesiculosus ingår i släktet vedlar, och familjen ärtväxter. Inga underarter finns listade i Catalogue of Life.